# Das Verlangen (1964)
Das Verlangen (englischer Originaltitel: Psyche 59) ist ein britisches Filmdrama aus dem Jahr 1964. Das Drehbuch basiert auf dem Roman Psyche 59 von Françoise des Ligneris von 1963.

## Handlung
Allison, Ehefrau des Londoner Geschäftsmanns Eric Crawford, hat sich kurz vor der Geburt ihres zweiten Kindes bei einem Treppensturz am Kopf verletzt und ist dadurch erblindet. Jahre später kommt ihre jüngere Schwester Robin, die nach Amerika ausgewandert war, nach England zurück und wohnt für eine Weile bei Eric und Allison. Paul, ein Kollege Erics und Freund der Familie, kommt häufig zu Besuch und scheint an Robin interessiert zu sein. Im Gespräch zwischen Eric und Robin wird deutlich, dass die beiden ein Geheimnis teilen und dass Eric sie wieder loswerden möchte, damit Allison es nicht erfährt. Robin verhält sich provokant-verführerisch gegenüber Eric, und einmal ahnt Allison dies: Sie fragt Robin, was sie anhat, und als diese nicht antwortet, greift sie nach Robins Knie und erfühlt, dass sie im Negligé Eric gegenübersitzt.
Die beiden Schwestern machen zusammen einen Einkaufsbummel und gehen Tee trinken. Dabei erzählt Allison, dass ihre Blindheit nicht durch einen Schaden an den Augen verursacht ist: Ihr Psychiater glaubt, dass sie etwas gesehen hat, das sie verdrängt und dass dies die Blindheit ausgelöst hat. Sie kann sich aber nur noch daran erinnern, dass sie nachts aufwachte und aus dem Nebenzimmer das Weinen ihrer Schwester hörte. Dann folgt eine Gedächtnislücke bis zu dem Treppensturz.
Allison fährt mit Robin und den Töchtern zu ihrer Mutter, die in einem Landhaus am Meer lebt. Bald darauf folgen Eric und Paul überraschend nach. Auf der Fahrt dorthin reden sie über Robin und deren häufige Männerbeziehungen. Eric gibt zu, vor langer Zeit selbst ein Verhältnis mit der damals erst 17-jährigen Robin gehabt zu haben. Die Männer kommen beim Landhaus an, und Paul und Robin sprechen über eine mögliche Beziehung: Robin will ihn nicht heiraten, weil sie glaubt, er liebe sie nicht wirklich. Es zeigt sich, dass sie damals leidenschaftlich in Eric verliebt war und dieses Gefühl ihr immer noch nachhängt.
Robin gerät durch ihre Leichtsinnigkeit in Konflikte, etwa mit einem Nachbarn, als sie Allisons Töchter dazu anstiftet, dessen Johannisbeeren von den Büschen zu stehlen. Sie wird aber immer von Allison verteidigt. Doch dann geraten die Schwestern in Streit, als Robin andeutet, Eric sei nur aus Mitleid mit ihr verheiratet, und ihre Blindheit wäre ihm recht. Robin will mit einem Pferd auf und davon, doch das Pferd wirft sie ab, sie bleibt ohnmächtig liegen und Eric trägt sie in ihr Zimmer. Als Allison an der Zimmertür vorbeigeht, ist plötzlich die Erinnerung an das entscheidende Ereignis vor dem Treppensturz wieder da: Sie sah Robin mit Eric im Bett liegen, und Robin weinte, weil Eric sie nach Amerika schickte, um die Affäre zu beenden und zu vertuschen. Der Schock der Erkenntnis, dass ihr Mann sie mit ihrer Schwester betrogen hatte, ließ sie zurückweichen und die Treppe hinabstürzen. Nun, da die Erinnerung wieder da ist, kehrt auch Allisons Sehkraft zurück, was sie den anderen aber verschweigt. Währenddessen verlangt Robin von Eric, sich zu ihr zu bekennen und Allison zu verlassen, was dieser aber ablehnt. Allison spielt mit dem Gedanken an einen Suizid durch Tabletten, führt ihn aber nicht aus.
Am nächsten Tag werden die beiden Kinder zu einem Besuch bei Verwandten abgeholt. Als die Erwachsenen zusammensitzen und auf das Mittagessen warten, verkündet Robin, dass sie sich mit Paul verlobt habe. Anscheinend ist Paul selbst von dieser Nachricht überrascht. Robin stellt sich vor den in einem Sessel sitzenden Eric und fragt ihn provozierend, ob er die Braut nicht küssen möchte. Eric umschlingt ihre Hüften und vergräbt sein Gesicht an ihrem Bauch – sein Erschrecken über die Verlobungsnachricht deutet an, dass er mehr für Robin empfindet, als er bisher zugegeben hat. Paul flüchtet in den Garten. Eric und Robin drehen sich zu Allison um und erkennen geschockt, dass diese wieder sehen kann und die ganze Szene mitverfolgt hat. Sie folgt Paul nach draußen, den Anblick des Himmels und das Sonnenlicht genießend.

## Produktion
Der Film ist eine Produktion von Columbia Pictures und wurde in den Shepperton Studios gedreht. 1964 kam er in die Kinos, u. a. im April in den USA, im Oktober in Deutschland und Österreich sowie im November in Großbritannien.

## Auszeichnungen
Die Kostümbildnerin Julie Harris wurde bei den British Academy Film Awards 1965 in der Kategorie Beste Kostüme nominiert.

## Synchronisation
Die deutsche Synchronfassung wurde bei der Berliner Synchron GmbH produziert, Dialogbuch und -regie: Konrad Wagner.
| Rolle           | Darsteller      | Synchronsprecher |
| --------------- | --------------- | ---------------- |
| Alison Crawford | Patricia Neal   | Gisela Reißmann  |
| Eric Crawford   | Curd Jürgens    | Curd Jürgens     |
| Mrs. Crawford   | Beatrix Lehmann | Sigrid Lagemann  |
| Paul            | Ian Bannen      | Eckart Dux       |

## Kritik
Das Lexikon des internationalen Films urteilte, der Film sei „[n]ur mäßig inszeniert und gespielt“, und befände sich „hart an der Grenze zur gefühlskitschigen Neurosen-Groteske“.